# Park Sung-chul
Park Sung-chul o Pak Song-chol (idioma coreà: 박성철; 2 de setembre de 1913 - 28 d'octubre de 2008) va ser un polític nord-coreà i Premier de Corea del Nord entre 1976 i 1977.
Es va unir a l'Exèrcit Revolucionari del Poble de Corea el 1934 i va tenir participació en la Guerra de Corea. Entre 1959 i 1962 va ser nomenat ministre d'Exteriors i en 1970 va ser nomenat vicepremier de Corea del Nord. Va tenir un paper important en signar la Declaració Conjunta Nord-Sud del 4 juliol 1972 i va fer una visita no oficial a Corea del Sud per reunir-se amb el President Park Chung-hee, amb mires d'aplicar la declaració conjunta i negociar una possible reunificació coreana. En 1976 va ser escollit com Premier i va governar fins a l'any següent, quan va ser nomenat Vicepresident de la República. El 1998 es va retirar de la vida pública i va ser nomenat vicepresident Honorari del Presidium de l'Assemblea Suprema del Poble.
Va ser un dels ex caps de govern més vells del món.
Va ser un membre important del politburó del Partit dels Treballadors de Corea fins a 2003 quan va aparèixer públicament per última vegada. Va morir en 2008 després d'una llarga malaltia, segons els mitjans oficials de comunicació nord-coreans.